# Россюм (Оверейсел)
{{other[laces|Россюм}}
Россюм (нід. Rossum) — село в нідерландській провінції Оверейсел. Входить до муніципалітету Дінкелланд.
Його площа становить 25,76 км², а населення станом на 2021 рік складало 2 355 осіб.
Перша згадка про населений пункт датується кінцем 10-го сторіччя.

## Галерея

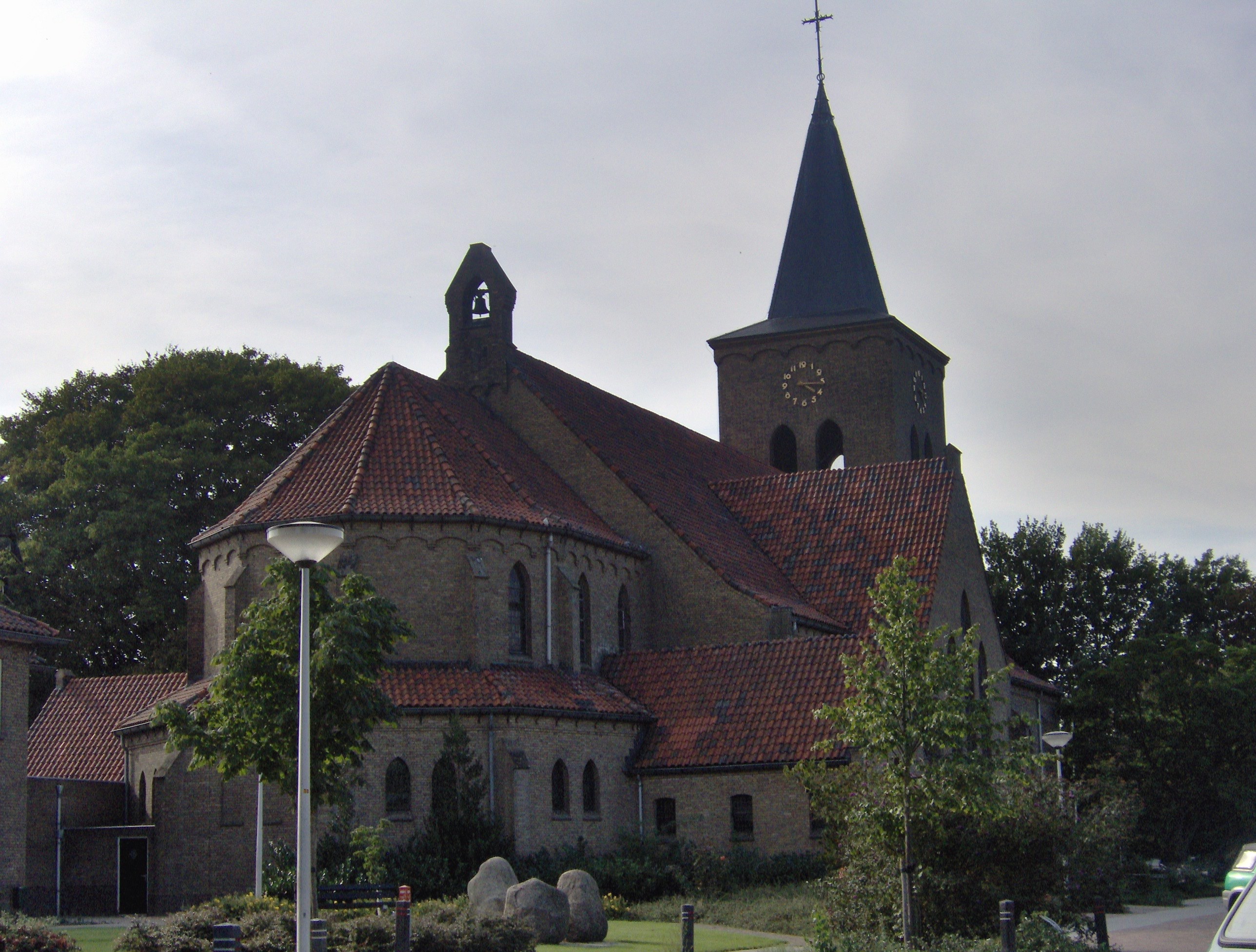
Сільська церква
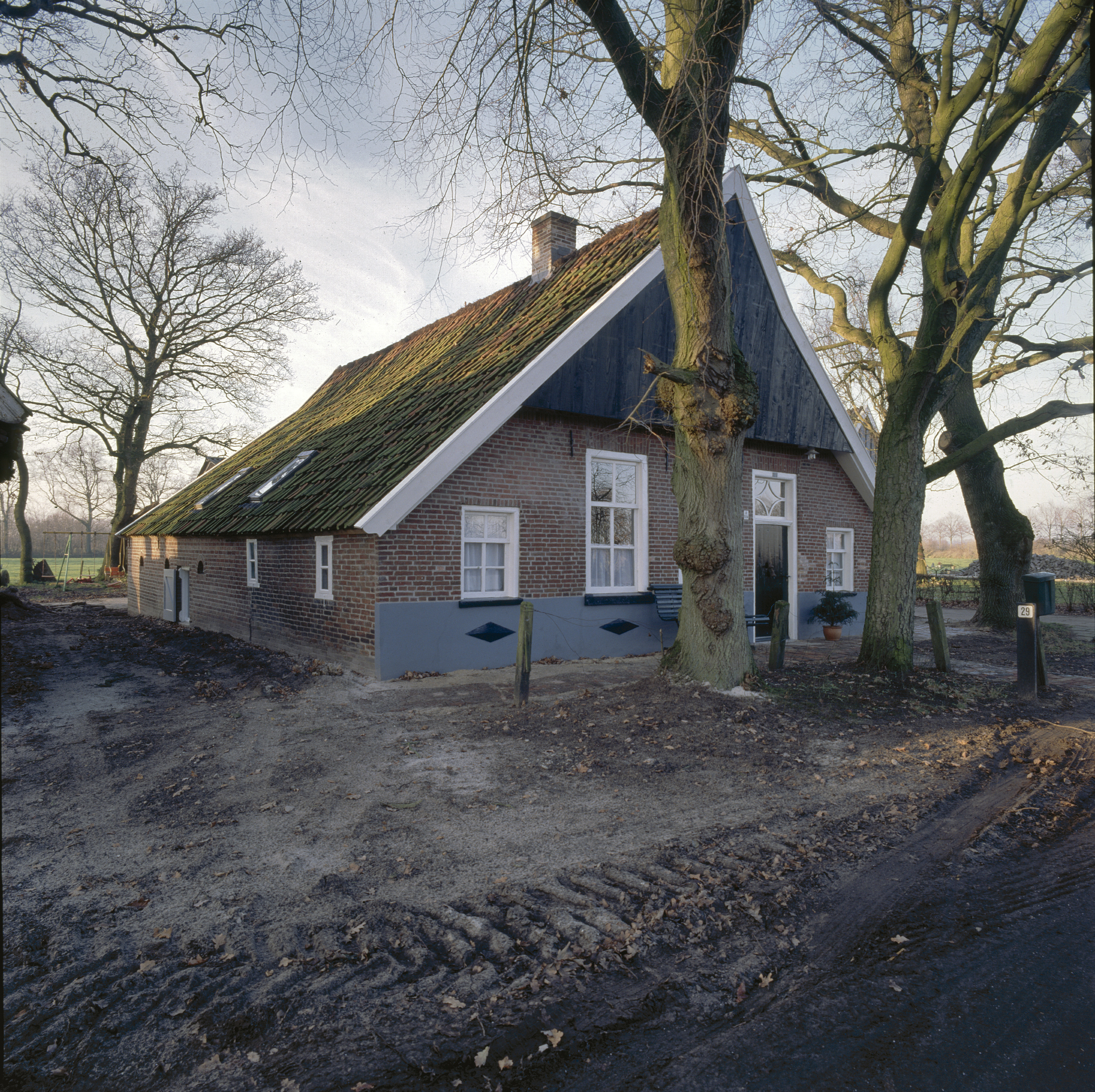
Сільський будинок
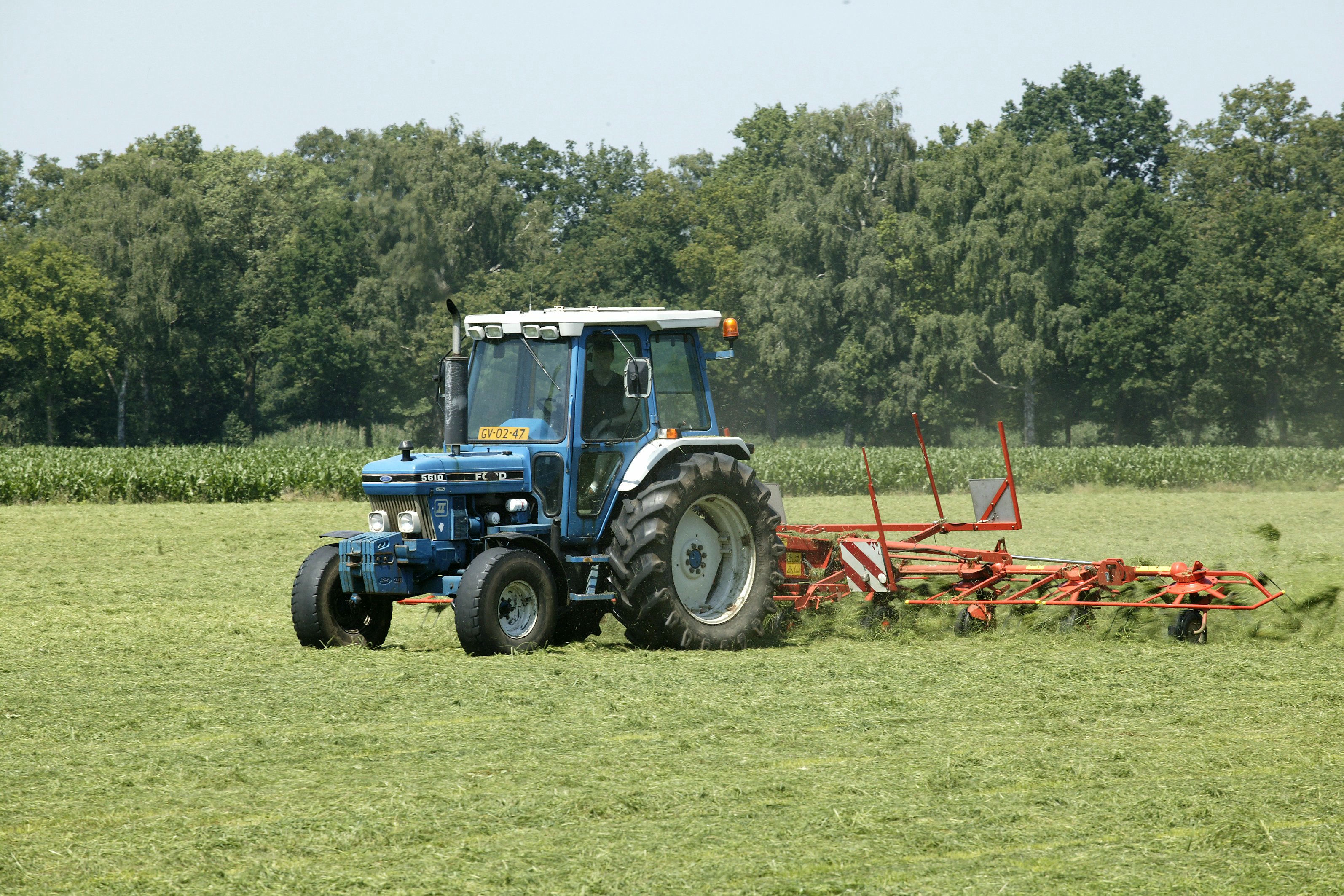
Сільськогосподарські роботи поблизу села